# 懷盧阿之家 (夏威夷州)
懷盧阿之家（英語：Wailuā Homesteads）是位於美國夏威夷州可愛縣的一個人口普查指定地區。

## 地理
懷盧阿之家的座標為22°03′52″N 159°22′02″W / 22.06444°N 159.36722°W，而該地最高點為海拔高度110米（即360英尺）。

## 人口
根據2010年美國人口普查的數據，懷盧阿之家的面積為19.20平方千米，當中陸地面積為18.90平方千米，而水域面積為0.30平方千米。當地共有人口5188人，而人口密度為每平方千米270.21人。